# リック・オケイセック
リック・オケイセック (Ric Ocasek [oʊˈkæsɛk]、1944年3月23日 - 2019年9月15日) は、アメリカのミュージシャン、音楽プロデューサー。ロック・バンド、カーズのリード・ボーカリストとして、ベンジャミン・オールと共に知られており、リズムギターと作曲を担当している。
メリーランド州ボルチモア生まれ。16歳の時、NASAのコンピュータアナリストだった父に連れられ、オハイオ州クリーブランドに移転。ここで、WEWS-TVという人気ローカルバンドのメンバーとして活動していたベンジャミン・オールに初めて出会う。リックは彼の演奏が気に入り、連絡を取るようになった。リックは少しの間、トレドにあるボーリング・グリーン州立大学に通ったが、音楽活動を続けるために中退する。コロンバスでベンジャミンと再会し、2人でバンド活動を始め、オハイオ州立大学周辺で演奏するようになる。1989年には、3番目の妻でモデルのポーリーナ・ポリツィコヴァと結婚。ポーリーナとの間の2人の息子を含め、3人の妻との間に6児を儲けた。2019年9月15日、ニューヨーク・マンハッタン東19番街の自宅アパートで亡くなっているのを発見された。

## 結成前
1970年代初頭に、クロスビー、スティルス、ナッシュ&ヤングに影響を受けたリックは、友人のベン・オルゼチョフスキー（ベンジャミン・オール）とフォークバンド「ミルクウッド」を結成した。バンドは1973年に『How's the Weather』というアルバムをパラマウント・レコードからリリース。アルバムは成功せず、リリース後すぐに発売中止となり、バンドも解散してしまった。ベンジャミンとリックは、「リチャード・アンド・ザ・ラビッツ」（名前はジョナサン・リッチマンに提案された）という新しいバンドを結成。1974年には、ボストン・グラウンド・ラウンド・レストランでデュオとして演奏したが、ある夜、会社の副社長が「家族に優しい環境」ではないと言い、彼らは解雇された。

## カーズ
リックは、後に「カーズ」と改名することとなるニュー・ウェイヴバンド「キャプテン・スウィング」の創立メンバーとなってから急激に成功し、1978年から1988年にかけて数々のヒットソングを世に出した。彼はリズムギターを演奏し、ほとんどの曲のリード・ボーカルもとっている（残りの曲は、ベーシストのベンジャミン・オールが担当）。1970年代にベンジャミンと激しい作曲権争いがあったが、その後はバンドのソングライターともなっており、カーズのほとんどの曲は彼の名前がクレジットされているが、バンドメイトであるグレッグ・ホークスとの共作も数曲存在する。2010年、リックは、死去したベンジャミンを除く残りのオリジナル・メンバーと再会し、24年ぶりのスタジオ・アルバム『ムーヴ・ライク・ディス』のリリースを2011年5月10日に果たしている。

## ソロ活動
1982年には、初のソロ・アルバムをリリースした。『ビーティチュード』は、カーズのニュー・ウェイヴ・ロックサウンドをさらに実験的にしたものとなっている。シンセサイザーがさらに重厚になった『ディス・サイド・オブ・パラダイス』は、1986年にリリース。15位を記録したヒット・シングル「エモーション・イン・モーション」は、このアルバムに収録されている。
カーズは1988年に解散し、リックは数年間、表舞台から退いた。復帰したのは1990年のソロ・アルバム『ファイヤーボール・ゾーン』であり、「ロッカウェイ」は少しの間チャートインしたが、カーズ時代の成功と比べるとアルバムのセールスは優れなかった。その後10年間、1993年には『クイック・チェンジ・ワールド』、1996年には『Getchertikitz』（スーサイドのアラン・ベガとの共作、実験音楽）、1997年の『トラブライジング』（ビリー・コーガンがプロデュース、カーズ解散後初となる短いツアーも敢行した）と、他にもソロ作品をリリースしている。2005年、リックは『ネクスタデイ』をリリースし、少し派手なサウンドを聴くことができ、レビューでも高評価を受けた。

## 作曲
カーズ在籍時、リックは音楽プロデューサーとしても活動し、成功していた。様々なジャンルにおいて、多くの将来有望なバンドをプロデュースした。このなかには、バッド・ブレインズの『ロック・フォー・ライト』やガイデッド・バイ・ヴォイシズの『ドゥ・ザ・コラップス』が含まれ、その他にも、ウィーザーの『ブルー・アルバム』、『グリーン・アルバム』、スーサイド、ロメオ・ヴォイド、ホール、ベベ・ビュエル、ノー・ダウト、ナダ・サーフ、ブラック47、バッド・レリジョン、ジョニー・ブラボー、Dジェネレーション、ウァナディーズ、ポッサム・ディクソン、マーティン・レヴ、ジョナサン・リッチマン、ピンク・スパイダーズなどにもクレジットされている。また、モーション・シティ・サウンドトラックのサードアルバム『イーヴン・ イフ・イット・キルズ・ミー』のプロデュースにも参加しており、2014年には、ウィーザーの9枚目のアルバム『エヴリシング・ウィル・ビー・オールライト・イン・ジ・エンド』（ウィーザーとの活動は3作目）やザ・クリブスの『フォー・オール・マイ・シスターズ』を手がけている。

## 私生活
リックは3回の結婚をしている。彼は若いうちに最初の結婚を果たしたが、やがて離婚し、2番目の妻であるスザンヌ・オケイセックと1972年に再婚した。しかし、スザンヌとまだ婚姻関係にあるとき、カーズの曲「ドライヴ」のミュージックビデオ（プロデュースはティモシー・ハットン）に出演したモデルのポーリーナ・ポリツィコヴァと出会った。当時、ポーリーナの年齢は19歳、リックは35歳(本当の年齢は40歳だったが、メジャーデビュー時から5歳年齢を詐称していた)であった。
出会ってから5年後の1989年、リックはポーリーナと結婚した。ポーリーナは最初の結婚であったが、リックにとってはこれで3度目となる。
彼は3人の妻との間にそれぞれ2人ずつ、6人の息子を儲けた。息子の1人、クリストファー・オケイセックは、ロックグープ、グラムール・キャンプを結成した。1970年にはアダム、1973年にはイーロン、1982年にはデレクがそれぞれ生まれた。
リックと共にカーズを結成したベンジャミン・オールは親友として知られている。2000年のベンジャミンの死を受けて、彼を追悼する曲（『ネクスタデイ』収録の「Silver」）を書いている。

## ディスコグラフィ

### ソロ・アルバム
- 『ビーティチュード』 - Beatitude（1982年）
- 『ディス・サイド・オブ・パラダイス』 - This Side of Paradise（1986年）
- 『ファイアボール・ゾーン』 - Fireball Zone（1991年）
- 『クイック・チェンジ・ワールド』 - Quick Change World（1993年）
- Negative Theater（1993年）
- 『トラブライジング』 - Troublizing（1997年）
- 『ネクスタデイ』 - Nexterday（2005年）

### スポークン・ワード・アルバム
- Getchertiktz（1996年）※with アラン・ベガ、ジリアン・マッケイン

### カーズ
- 『錯乱のドライブ』 - The Cars（1978年）
- 『キャンディ・オーに捧ぐ』 - Candy-O（1979年）
- 『パノラマ』 - Panorama（1980年）
- 『シェイク・イット・アップ』 - Shake It Up（1981年）
- 『ハートビート・シティ』 - Heartbeat City（1984年）
- 『ドア・トゥ・ドア』 - Door To Door（1987年）
- 『ムーヴ・ライク・ディス』 - Move Like This（2011年）

### シングル
| 年   | 曲                    | オーストラリア | カナダ | US Hot 100 | US MSR | US A.C. | USダンス | アルバム              |
| ---- | --------------------- | -------------- | ------ | ---------- | ------ | ------- | -------- | --------------------- |
| 1983 | Something to Grab For | -              | -      | 47         | 5      | -       | -        | Beatitude             |
| 1983 | Jimmy Jimmy           | -              | -      | -          | 25     | -       | 60       | Beatitude             |
| 1983 | Connect Up to Me      | -              | -      | -          | -      | -       | 37       | Beatitude             |
| 1986 | Emotion in Motion     | 8              | 18     | 15         | 1      | 8       | -        | This Side of Paradise |
| 1986 | True to You           | 100            | -      | 75         | 9      | -       | -        | This Side of Paradise |
| 1991 | Rockaway              | -              | 46     | -          | 11     | -       | -        | Fireball Zone         |

### ゲスト参加曲
| 年   | 曲                | アルバム                   | 備考                    |
| ---- | ----------------- | -------------------------- | ----------------------- |
| 1991 | Zip-A-Dee-Doo-Dah | Simply Mad About the Mouse |                         |
| 1991 | Fly by Night      | Moment of Truth            | アルバム収録の1曲を作曲 |